# Éphrem (chroniqueur byzantin)
Éphrem (en grec Ἔφραιμ) est le nom de l'auteur d'une chronique byzantine en vers (trimètres iambiques) dont le récit s'étend jusqu'en 1323.
La chronique est parvenue jusqu'à nous par un manuscrit unique, le Vat. gr. 1003, du XIVe siècle (le Barb. gr. 146 n'en étant qu'une copie tardive, du XVIIIe siècle, n'apportant rien). Elle est mentionnée au début du XVIe siècle par Raffaello Maffei (Commentarii rerum urbanarum, XV) : « Ephræm Græcus ducentis abhinc annis vitas principum Constantinopolitanorum iambico carmine scripsit, quod opus in bibliotheca Vaticana cernitur ». Elle est citée à de multiples reprises par Leone Allacci, notamment dans son De Ecclesiæ occidentalis et orientalis perpetua consensione. Elle est également signalée par Gérard Vossius (De historicis Græcis, II, 28, 29), par Du Cange dans son Glossarium mediæ et infimæ græcitatis, par William Cave dans sa Scriptorum ecclesiasticorum historia litteraria a Christo nato usque ad sæculum XIV, par Johann Albert Fabricius dans sa Bibliotheca Græca, par Michel Le Quien dans son Oriens christianus, etc. Elle a été publiée en 1828 par Angelo Mai, texte repris en 1840 par Immanuel Bekker dans le Corpus scriptorum historiæ Byzantinæ (vol. 42, avec préface et traduction latine d'Angelo Mai), puis par Migne (PG 143). Les deux premiers feuillets du manuscrit manquaient déjà à cette époque, aussi le texte se présentait-il sans nom d'auteur, et ce sont les citations de Leone Allacci, avec les anciens catalogues de la bibliothèque, qui ont permis de le rétablir. Celui-ci donne d'ailleurs des variantes du texte, sans qu'on sache si ce sont des corrections de sa part ou s'il disposait d'un autre manuscrit.
Le récit commençait à l'origine avec Jules César. Ce que nous avons commence au règne de Caligula et compte 10 418 vers iambiques, (mais 10 392 seulement dans l'édition d'Angelo Mai). Jusqu'au vers 9 564 du texte Mai, c'est l'histoire des empereurs romains et byzantins jusqu'au recouvrement de Constantinople par Michel Paléologue en 1261, avec un plus grand développement pour les XIIe  et XIIIe siècle : l'avènement d'Alexis Comnène (1081) se situe au vers 3 468, la prise de Constantinople par les croisés (1204) au vers 7 121. La fin du texte, entre les vers 9 565 et 10 392, donne la série des patriarches de Constantinople jusqu'à l'avènement d'Isaïe en 1323. Jusqu'à la mort d'Alexis Comnène (1118), la source est la Chronique de Jean Zonaras, ensuite jusqu'en 1204 l'Histoire de Nicétas Choniatès, ensuite celle de Georges Acropolite ; Éphrem n'ajoute d'ailleurs pratiquement rien à ces trois sources connues.
Quant à l'identification de l'auteur, les anciens catalogues de la bibliothèque vaticane mentionnent comme titre « Ephræm Enii (ou Ennii) Chronica », mais on ignore le sens du deuxième nom : indique-t-il que l'auteur venait d'Ainos, ville de Thrace? Angelo Mai, dans la préface de l'édition de 1840, évoque Éphrem, le fils que le patriarche Jean XII avait eu avant son entrée dans les ordres : selon Georges Pachymères (Histoire, II, 4, 11), les évêques lui reprochèrent d'avoir confié l'administration des biens de l'Église à ce fils au lieu de nommer un économe comme il était de règle ; le fait que ce patriarche avait été marié et avait un fils est signalé par la chronique (vers 10 359-10 360).

## Édition récente
- Odysseus Lampsidis (éd.), Ephraem Aenii Historia chronica, Corpus fontium historiæ Byzantinæ 27, Series Atheniensis, Athènes, 1990.